# Maximilian 1. af Mexico
Maximilian 1 (6. juli 1832 i Wien – 19. juni 1867 ved Querétaro) var kejser af Mexico fra 1864 til 1867.
Maximilian tilhørte Habsburg-familien og var født som ærkehertug af Østrig og prins af Ungarn og Böhmen. Kejser Napoleon 3. af Frankrig overtalte ham til at lade sig indsætte som kejser af Mexico i 1864. Men mexikanske republikanere under ledelse af Benito Juárez besejrede Maximilians regeringsstyrker og hans franske hjælpetropper, og han blev taget til fange og henrettet 19. juni 1867 i Querétaro.

## Biografi

### Tidlige liv
Maximilian var bror til kejser Franz Joseph 1.. Han var en dygtig søofficer og kendt for sine liberale anskuelser. I 1857 blev han gift med prinsesse Charlotte af Belgien, og samme år blev han udnævnt til vicekonge af Lombardiet-Venetien. Men hans kejserlige bror afsatte ham to år senere på grund af hans liberale styre, og han trak sig tilbage til slottet Miramare ved Trieste.

### Kejser af Mexico
Mexico havde i korte perioder efter uafhængigheden fra Spanien været et kejserdømme, og monarkisterne spillede en vis rolle i landets urolige politiske liv. I 1859 fik Maximilian et tilbud fra monarkisterne om at blive kejser, men kunne ikke beslutte sig. Napoleon 3. intervenerede i Mexico i 1862 med sigte på at skaffe sig et fodfæste for fransk imperialistisk ekspansion i Amerika. Anledningen bød sig, mens USA var optaget med den amerikanske borgerkrig (1861-65) og ikke kunne sætte magt bag håndhævelsen af Monroe-doktrinen. Franske styrker indtog Mexico by i 1863 og lod konservative monarkister komme til magten. De arrangerede en folkeafstemning, som viste flertal for kejserdømmet, og Maximilian tog denne gang imod tilbuddet om Mexicos trone og gik i land i Vera Cruz i maj 1864. Prinsesse Charlotte – der nu gik over til at kalde sig Carlota til ære for sine spansktalende undersåtter – var en yngre søster af kong Leopold 2. af Belgien, der udpinte Kongo, og var henrykt over sin søsters muligheder for at bygge et nyt imperium.
Kejser Maximilian og kejserinde Carlota slog sig ned i et slot i Chapultepec udenfor hovedstaden. Siden de var barnløse, adopterede de Agustín de Iturbide, en sønnesøn af landets første kejser, og gjorde ham til tronarving. Kejserens liberale holdninger gjorde, at han fastholdt jordreformen, religionsfriheden og den udvidede stemmeret, som var indført under præsident Juárez. Dette skaffede ham fjender på højrefløjen. Men han klarede heller ikke at vinde venstrefløjen over på sin side. Juárez nægtede at anerkende kejserdømmet, til trods for tilbud om amnesti, og førte en vedvarende borgerkrig mod Maximilians regeringsstyrker og hans franske hjælpetropper. Maximilian gjorde da sin største taktiske fejl ved at beordre, at alle oprørere skulle skydes, hvad der styrkede modstanden.
Efter afslutningen af borgerkrigen kunne USA igen begynde at føre udenrigspolitik og modarbejde den europæiske indblanding på det amerikanske kontinent. USA begyndte at levere våben til de mexikanske republikanere, som stadig vandt terræn i kampene mod regeringen. I 1866 trak Frankrig sine tropper ud af Mexico, da det blev klart, at modstanden fra USA og de mexikanske oprørere var for stærk. Kejserinde Carlota rejste med dem tilbage til Europa, hvor hun forgæves forsøgte at skaffe støtte i Paris og Wien. Napoleon 3. opfordrede Maximilian til at følge efter, men han nægtede at svigte sine lokale tilhængere, selv om slaget var tabt. I 1867 blev han sammen med sine sidste loyale styrker omringet i Santiago de Querétaro, som blev belejret i flere uger. 11. maj forsøgte han at flygte fra byen, men blev fanget og stillet for en krigsret. Præsident Juárez nægtede ham benådning for at demonstrere, at udenlandsk indblanding ikke ville blive tålt. Kejser Maximilian blev skudt i Querétaro 19. juni sammen med to af sine generaler. Han tog alle i eksekutionspelotonen i hånden, gav dem nogle guldmønter, pegede på sit hjerte og sagde: "Muchachos, sigt godt!"  Liget blev sendt hjem til begravelse i Habsburgernes familiegravsted i Kejserkrypten i Kapucinerkirken i Wien året efter.